# Hak ve Özgürlükler Partisi
Die Hak ve Özgürlükler Partisi (kurdisch: Partiya Maf û Azadiyan; deutsch: Partei für Recht und Freiheiten) kurz HAK-PAR, ist eine kurdische Partei in der Türkei. Nach drei Jahren Vorbereitungen gründete eine Gruppe um den ehemaligen Demokrat-Parti-Abgeordneten Abdülmelik Fırat am 11. Februar 2002 in Ankara die HAK-PAR. Fırat war ein Enkel des Geistlichen Scheich Said, der sich 1925 gegen den Staat erhoben hatte und anschließend hingerichtet wurde. Das zentrale Anliegen der HAK-PAR ist die föderale Lösung der Kurdenfrage innerhalb einer demokratischen Türkei. Die Partei bildete einen Gegenpol zur kurdischen Halkın Demokrasi Partisi und deren Nachfolgern.
Zwischen November 2012 und 2014 war Kemal Burkay Parteivorsitzender. Burkay ist ein prominenter kurdischer Aktivist und Politiker, der Ende 2011 nach jahrzehntelangem Exil in Europa in die Türkei zurückkehrte. Er wurde von Fehmi Demir abgelöst, der eine Woche vor der Parlamentswahl im November 2015 in seinem Auto tödlich verunglückte.

## Vorsitzende
- Abdülmelik Fırat: Februar 2002–2006
- Sertaç Bucak: 2006–2008
- Bayram Bozyel: 2008–2012
- Kemal Burkay: 2012–2014
- Fehmi Demir: 2014–2015
- Refik Karakoç: 2016–